# مرز (مجموعه تلویزیونی)
مرز (انگلیسی: Frontier) مجموعه تلویزیونی درام تاریخی به ساخته برد پیتون که از شبکه های دیسکاوری و نت‌فلیکس پخش می شود. از بازیگران این سریال می توان به  جیسون موموآ، گرگ بریک، الون آرمسترانگ و لندن لیبران اشاره کرد.

## داستان
این سریال به تجارت خز در آمریکای شمالی در اواخر دهه ۱۷۰۰ در کانادا می پردازد و داستان دکلن هارپ ( جیسون موموآ )، یک قانون گریز نیمه ایرلندی و نیمه کری است که برای نقض انحصار هادسونز بی کمپانی در تجارت خز در زادگاهش مبارزه می کند...

## بازیگران

### اصلی
- جیسون موموآ در نقش دکلن هارپ، یک دام‌گیر بی‌رحم، بدنام به خاطر وحشیگری‌اش، تحت تعقیب شرکت خلیج هادسون است.
- الون ارمسترانگ در نقش لرد بنتون، عضو شرکت خلیج هادسون که به خاطر تاکتیک‌های مشت آهنین خود نیز شناخته می‌شود.
- لندن لیبران در نقش مایکل اسمیت، دزدی پر سر و صدا که پس از ورود مخفیانه به کشتی شرکت هادسون بی، توسط شرکت برای جاسوسی از دکلن هارپ استخدام می شود.
- زویی بویل در نقش گریس امبرلی، یک متصدی بار جاه طلب در فورت جیمز که اطلاعات را جمع آوری و به فروش می رساند.